# EveryBody JUMP!!
『EveryBody JUMP!!』（エブリバディ・ジャンプ!!）は、SUPER☆GiRLSの2枚目のオリジナルアルバム。2012年2月1日にiDOL Streetから発売された。

## 概要
ジャケットA（超絶盤<初回生産限定盤>、CD+DVD）、ジャケットB（CD+DVD）、ジャケットC（CDのみ）、イベント会場・mu-moショップ限定盤（ジャケットD／メンバー別特典付きVer.×12形態、CDのみ）の4種16形態で発売された。秋田恵里が参加した最後のアルバムである。
アルバムのテーマ・コンセプトは「チャレンジ」「飛躍」。『CDジャーナル』（音楽出版社）は本作について「すっきりまとまったサウンドはハロプロ勢ともAKBとも違う個性を感じさせる」と批評している。
2012年2月13日付オリコンウィークリーランキングアルバム部門において5位を記録し、当時の自己ベストを更新した。
『SUPER☆GiRLS リクエストLiVE 2013』では「BELIEVER」が3位、「EveryBody JUMP!!」が5位、「My dream」が8位に選ばれた。

## 収録曲
1. Welcome to ♥ S☆G Show!! II [1:23]
作曲・編曲：BLUE☆BiRDS
2. 女子力←パラダイス [4:31]
作詞：BOUNCEBACK、作曲：松田純一、編曲：鈴木Daichi秀行
3rdシングル。
3. 絶対自分前進宣言! [4:00]
作詞：Mio Aoyama、作曲：鈴木大輔、編曲：清水武仁
4. がんばって 青春 [4:35]
作詞：森由里子、作曲：吉田将樹、編曲：鈴木Daichi秀行
1stシングル。
5. メガ★トゥインクル [3:37]
作詞：BOUNCEBACK、作曲：夏海、編曲：BLUE☆BiRDS
秋田・勝田・稼農・志村・前島・溝手によるユニット曲。
6. シェルターなんかいらない [3:45]
作詞：松井五郎、作曲・編曲：BLUE☆BiRDS
荒井・後藤・田中・渡邉ひによるユニット曲。
7. 夕焼け空に、また明日。 [5:23]
作詞：Litz、作曲：Litz & ArmySlick、編曲：ats-
宮崎・八坂によるユニット曲。
8. My dream [4:23]
作詞：森月キャス、作曲：山田祐輔、編曲：ArmySlick
溝手による、SUPER☆GiRLSとしては初となるソロ楽曲。歌詞に「るか」という名前と掛けた言葉が用いられている。
9. MAX!乙女心 [4:34]
作詞：BOUNCEBACK、作曲：松田純一、編曲：鈴木Daichi秀行
2ndシングルの1曲目。
10. BELIEVER [4:32]
作詞：Mio Aoyama、作曲：FIREWORKS、編曲：THE ROG
11. EveryBody JUMP!! [4:07]
作詞：カワサキカナ、作曲：平賀伸明、編曲：鈴木Daichi秀行
本作のリードトラック。
12. Dear〜未来の地図〜 [5:00]
作詞：BOUNCEBACK、作曲：秋田兼幸、編曲：BLUE☆BiRDS
13. 笑顔の羽根 [4:58]
作詞：BOUNCEBACK、作曲：FIREWORKS、編曲：BLUE☆BiRDS
間奏のセリフは秋田によるものである。

## DVD収録内容

### 超絶盤（初回生産限定盤）
<MV集（メイキング付き）>

- がんばって 青春
- MAX!乙女心
- 女子力←パラダイス
- EveryBody JUMP!!（メイキングは超絶ver.）

<超絶特典映像集>

映像集1：CM集

映像集2：オドリスト達のためのダンスビデオ集
1. みらくるが止まンないっ!
2. ときめき色の風とキミ
3. がんばって 青春
4. MAX!乙女心
5. EveryBody JUMP!!

### ジャケットB
<MV集>

1. がんばって 青春
2. MAX!乙女心
3. 女子力←パラダイス
4. EveryBody JUMP!!

<映像特典>

- EveryBody JUMP!!（MV Making）

## イベント
| 日程 （2012年）  | 公演名                                                       | 会場 | 備考 |
| ---------------- | ------------------------------------------------------------ | --- | --- |
| 1月31日          | 緊急決定☆メンバーから商品お渡しいたします!!                  | タワーレコード渋谷                                                                                               | お渡し会 |
| 2月1日           | TOWER RECORDS「PoP'nアイドル」キャンペーン第2弾! 記念 握手会 | タワーレコード渋谷 タワーレコード新宿                                                                            | グループ別握手会 |
| 2月1日           | 発売記念「感謝のキモチを込めて、お店にお邪魔します!!」       | ディスクピア日本橋 HMV札幌ステラプレイス                                                                         | グループ別握手会 |
| 2月2日           | 発売記念「感謝のキモチを込めて、お店にお邪魔します!!」       | SHIBUYA TSUTAYA アニメイト秋葉原 アキバ☆ソフマップ1号店 HMVラゾーナ川崎 TSUTAYA EBISUBASHI HMV札幌ステラプレイス | グループ別握手会 |
| 2月11日          | 発売記念 ミニライブ&握手会                                   | キャナルシティ博多                                                                                               | ミニライブ・グループ別握手会 グループ初の九州でのイベントで、この日の様子を追った特別番組が同年2月24日に九州朝日放送で放送された。 |
| 2月12日・ 3月3日 | 発売記念 握手会「EveryBody JUMP!! EveryBody GO!!」           | 竹芝ニューピアホール                                                                                             | グループ別握手会 |